# Rozpočtový výbor Poslanecké sněmovny Parlamentu České republiky
Rozpočtový výbor Poslanecké sněmovny Parlamentu ČR je jedním z výborů, které je Poslanecká sněmovna povinna zřídit na začátku každého volebního období. Od roku 2021 ho vede Josef Bernard.

## Předsedové výboru v historii

### Rozpočtový výbor
| Předseda          | Strana | Strana  | Doba vykonávání úřadu | Foto |
| ----------------- | ------ | ------- | --------------------- | ---- |
| Tomáš Ježek       |        | ODS     | 1993–1996             |      |
| Jozef Wagner      |        | ČSSD    | 1996–1998             |      |
| Vlastimil Tlustý  |        | ODS     | 1998–2002             |      |
| Miroslav Kalousek |        | KDU-ČSL | 2002–2005             |      |
| Michal Kraus      |        | ČSSD    | 2005–2006             |      |
| Miloslav Vlček    |        | ČSSD    | 2006                  |      |
| Bohuslav Sobotka  |        | ČSSD    | 2006–2010             |      |
| Pavel Suchánek    |        | ODS     | 2010–2013             |      |
| Václav Votava     |        | ČSSD    | 2013–2017             |      |
| Miloslava Vostrá  |        | KSČM    | 2017–2021             |      |
| Josef Bernard     |        | STAN    | 2021–dosud            |      |

## Rozpočtový výbor (10.11.2021 – 9.10.2025)

### Místopředsedové výboru
- PhDr. Ing. Mgr. Jan Hrnčíř, MBA, LL.M.
- Ing. Vojtěch Munzar
- Ing. et Ing. Miloš Nový
- JUDr. Alena Schillerová, Ph.D.
- Ing. Jan Volný

## Rozpočtový výbor (24.11.2017 – 21.10.2021)

### Místopředsedové výboru
- Mgr. Milan Feranec
- Bc. Mikuláš Ferjenčík
- PhDr. Ing. Mgr. Jan Hrnčíř, MBA, LL.M.
- Ing. et Ing. Jan Skopeček
- Ing. Jan Volný

## Rozpočtový výbor (27.11.2013 – 26.10.2017)

### Místopředsedové výboru
- Ing. Radim Fiala
- Ing. Karel Fiedler
- Ing. Miroslav Kalousek
- Ing. arch. Jaroslav Klaška
- Ing. Zbyněk Stanjura
- Ing. Ladislav Šincl
- Ing. Jan Volný
- Ing. Miloslava Vostrá

## Rozpočtový výbor (24.06.2010 – 28.08.2013)

### Místopředsedové výboru
- Michal Doktor
- Mgr. Jan Farský
- Mgr. Helena Langšádlová
- Ing. Alfréd Michalík
- Ing. Jiří Paroubek
- Ing. Ladislav Šincl
- Ing. Vladislav Vilímec
- Ing. Miloslava Vostrá
- Ing. Václav Votava
- Ing. Radim Vysloužil

## Rozpočtový výbor (12.09.2006 – 03.06.2010)

### Místopředsedové výboru
- Ing. Jiří Dolejš
- Ing. Jiří Hanuš
- Ing. Pavel Hrnčíř
- Ing. Miroslav Kalousek
- Ing. Miloš Patera
- Ing. Pavel Suchánek
- Ladislav Šustr
- Ing. Václav Votava

## Rozpočtový výbor (16.07.2002 – 15.06.2006)

### Místopředsedové výboru
- Ing. Martin Kocourek
- RSDr. Ing. Svatomír Recman
- Ladislav Šustr
- Ing. Vlastimil Tlustý, CSc.
- Ing. Jiří Václavek

## Rozpočtový výbor (22.07.1998 – 20.06.2002)

### Místopředsedové výboru
- Ing. Martin Kocourek
- Mgr. Ing. Michal Kraus, Ph.D., MBA
- Ing. Pavel Šafařík
- Ing. Jiří Václavek

## Rozpočtový výbor (02.07.1996 – 19.06.1998)

### Místopředsedové výboru
- Ing. Robert Kolář
- Mgr. Ing. Michal Kraus, Ph.D., MBA
- Ing. Ivan Mašek
- Ing. Pavel Šafařík
- Ing. Vlastimil Tlustý, CSc.

## Rozpočtový výbor (06.06.1992 – 06.06.1996)

### Místopředsedové výboru
- Mgr. Stanislav Pěnička
- Ing. Miloš Skočovský, CSc.
- Jozef Wagner